# Leben im Schloß
Leben im Schloß (Originaltitel: La Vie de château) ist eine französische Filmkomödie mit Catherine Deneuve und Philippe Noiret aus dem Jahr 1966.

## Handlung
Jérôme, ein Mann in mittleren Jahren, lebt 1944 während der deutschen Besetzung zusammen mit seiner Mutter und seiner jungen Frau Marie auf einem Schloss in der Normandie. Das gemeinsame Leben ist idyllisch, aber auch ein wenig eintönig. Das ändert sich, als die Invasion der alliierten Truppen kurz bevorsteht. Der französische Widerstandskämpfer Julien will auf dem großen Anwesen die Landung der Alliierten vorbereiten. Dabei beginnt er auch, sich für die hübsche Marie zu interessieren. Diese geht schon bald auf seine Annäherungsversuche ein, zumal sie von Jérômes Indifferenz gegenüber den deutschen Besatzern enttäuscht ist.
Doch auch der deutsche Besatzungsoffizier Klopstock will Marie für sich erobern. Als Jérôme der Gefahr seiner Rivalen um Maries Gunst gewahr wird, entdeckt er schließlich seinen eigenen Heldenmut und hilft den Widerstandskämpfern, womit er Marie für sich zurückgewinnt.

## Hintergrund

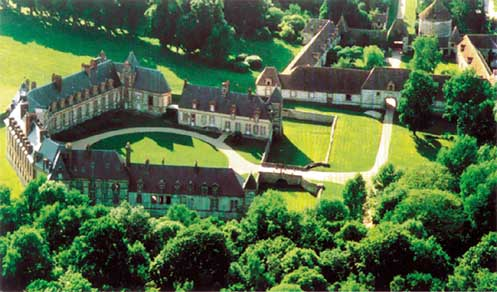
Das Château de Neuville, ein Drehort des Films

Leben im Schloß war der erste Spielfilm, bei dem Jean-Paul Rappeneau Regie führte. Davor hatte er für die Regisseure Louis Malle (Zazie) und Philippe de Broca (Abenteuer in Rio) bereits als Drehbuchautor gearbeitet. 1975 arbeitete er mit seiner Hauptdarstellerin Catherine Deneuve bei Die schönen Wilden erneut zusammen.
Als Drehort für die Außenaufnahmen diente das Château de Neuville in Gambais. Leben im Schloß kam am 25. Januar 1966 in die französischen Kinos. In Deutschland wurde die Filmkomödie erstmals am 10. Juli 1981 im Fernsehen gezeigt.

## Kritiken
„Weithin vergnügliche, gut gespielte Komödie mit hübschen Einfällen, die sowohl auf tierischen Ernst als auch auf billige Banalisierung verzichtet“, befand das Lexikon des internationalen Films. Die Fernsehzeitschrift Prisma bezeichnete den Film als „[d]as gelungene Regiedebüt von Jean-Paul Rappeneau“, das „sich durch seinen sicheren Instinkt für nuancierte Komik und skurrile Charaktere“ profiliere. Dem Regisseur sei es besonders gelungen, „Catherine Deneuves komisches Talent zu entfalten“. Das Fazit von Cinema lautete: „Feinsinniger Humor in prächtiger Landschaft.“
Für den Evangelischen Filmbeobachter handelte es sich um einen „Lustspielfilm, der sich um eine humorvolle Betrachtung der Widerstandszeit in Frankreich bemüht und sowohl die deutsche als auch die französische Seite mit derben Späßen verulkt“. Nur zum Ende hin überwiege „nationales Pathos […], das viel von dem vorausgegangenen Vergnügen aufhebt“.

## Auszeichnungen
Leben im Schloß wurde mit dem Louis-Delluc-Preis in der Kategorie Bester Film ausgezeichnet. Zudem erhielt der Film 1966 den Spezialpreis der Jury beim Internationalen Filmfestival Karlovy Vary zusammen mit Der Tod eines Bürokraten von Tomás Gutiérrez Alea.

## Deutsche Fassung
Zwei deutschsprachige Synchronfassungen entstanden 1981 und 1987
für das Fernsehen. Die Fassung von 1981 war um ca. 4 Minuten gekürzt.
| Rolle     | Darsteller        | Synchronsprecher 1981 | Synchronsprecher 1987 |
| --------- | ----------------- | --------------------- | --------------------- |
| Marie     | Catherine Deneuve | Cornelia Meinhardt    | Helga Trümper         |
| Dimanche  | Pierre Brasseur   | Helmut Wildt          | Heinz Engelmann       |
| Jérôme    | Philippe Noiret   | Horst Stark           | Lambert Hamel         |
| Julien    | Henri Garcin      | Eckart Dux            | Eckart Dux            |
| Klopstock | Carlos Thompson   | Reinhard Glemnitz     | Reinhard Glemnitz     |